# Husum
|  | Per a altres significats, vegeu «Husum (Nienburg)». |

Husum (frisó septentrional Hüsem, danès Husum) és la capital del districte de Nordfriesland, a l'estat alemany de Slesvig-Holstein.
Es troba a la desembocadura del Mühlenau al Husumer Au al Mar del Nord, 82 kilòmetres al nord de Kiel, 139 km al nord-oest d'Hamburg i 43 km al sud-oest de Flensburg.

## Història
Com la majoria de les ciutats en el Mar del Nord, Husum mai va ser fortament influenciada per les marees de tempesta. El 1362 una de les marees de tempesta més desastrosa, el "Grote Mandrenke" inundà la ciutat i la traslladà a l'interior del port. Abans d'aquesta data Husum no estava situada directament a la costa. La gent de la ciutat va prendre avantatge d'aquesta oportunitat i construí un mercat, cosa que va conduir a la recuperació econòmica. Entre 1372 i 1398 la població de Husum va créixer ràpidament, i es van fundar dos llogarets, Oster-Husum i Wester-Husum.
El 1989 va crear-se la fira de l'energia eòlica Husum Wind Energy que va desenvolupar-se a un esdeveniment de resplendor mundial que transformen el petit port ensorrat durant una setmana en un centre cosmopolític.

## Llocs d'interès i esdeveniments
- Torre d'aigua de Husum
- Schifffahrtmuseum (museu de la navegació marítima)
- Husum Wind, als anys parells, la fira de l'energia eòlica

## Subdivisions
- Centre
- Nordhusum
- Porrenkoog
- Osterhusum, Osterhusumfeld
- Altstadt
- Norderschlag
- Dreimühlen
- Rödemis
- Fischersiedlung
- Neustadt
- Polígon industrial
- Kielsburg
- Rosenburg
- Schobüll
- Halebüll
- Hockensbüll
- Lund

## Personatges il·lustres
- Nicolaus Bruhns (1665-1697), músic, compositor
- Theodor Storm
- Fanny zu Reventlow
- Hardenack Otto Conrad Zinck (1746-1832) compositor i director d'orquestra

## Agermanaments
- Kidderminster
- Heilbad Heiligenstadt
- Gentofte
- Trzcianka

## Galeria d'imatges

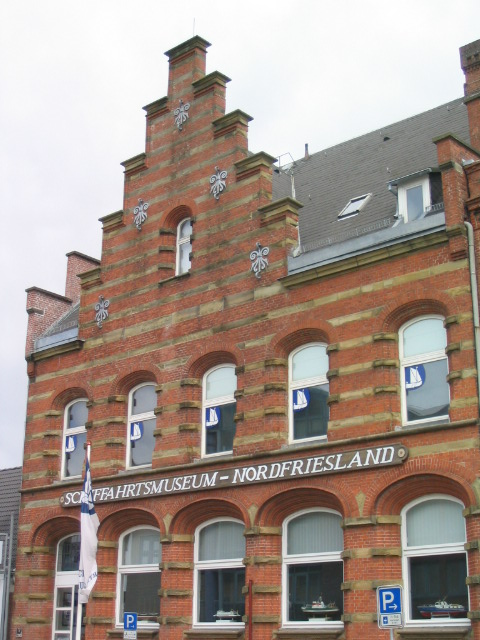
Museu marítim
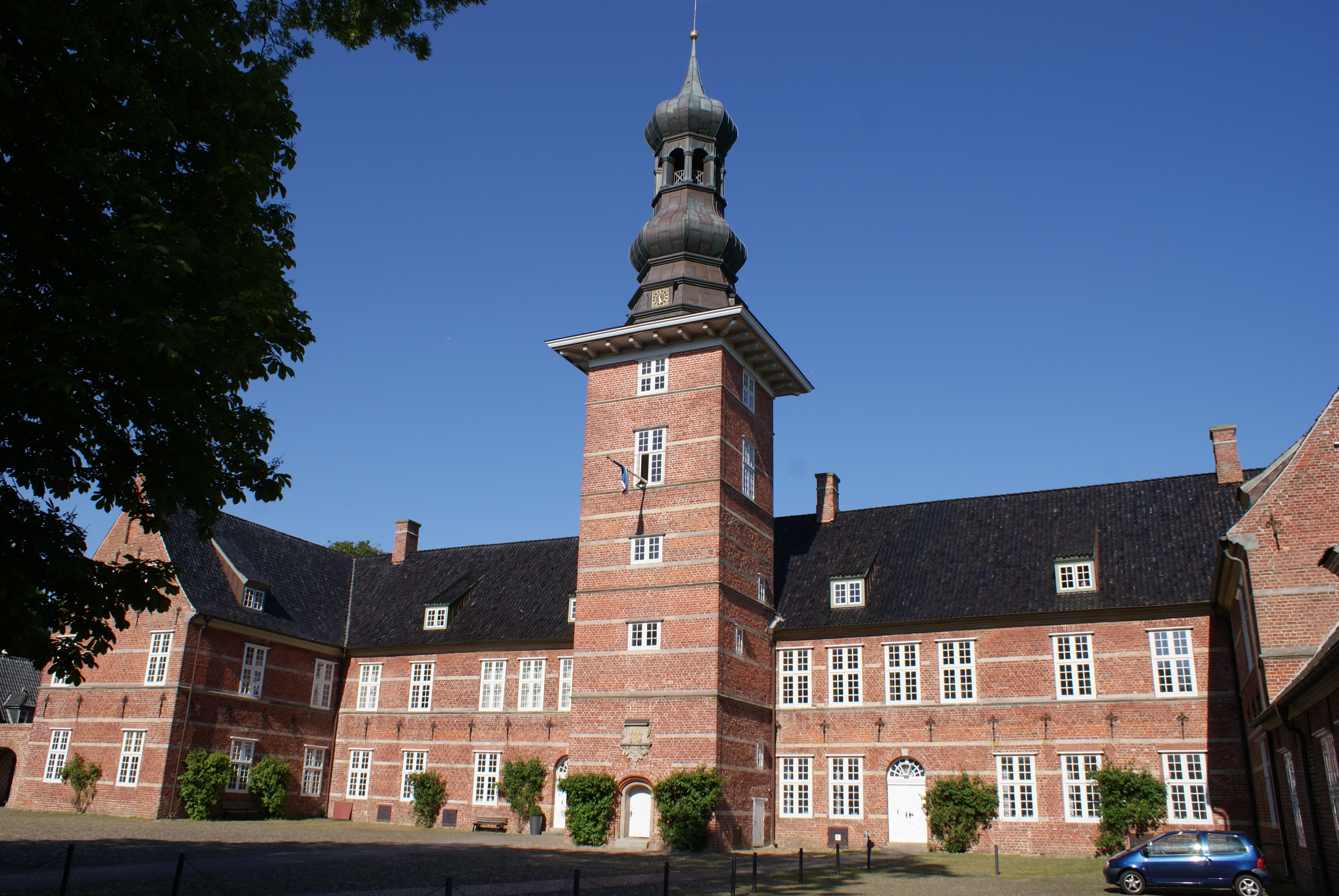
Castell de Husum
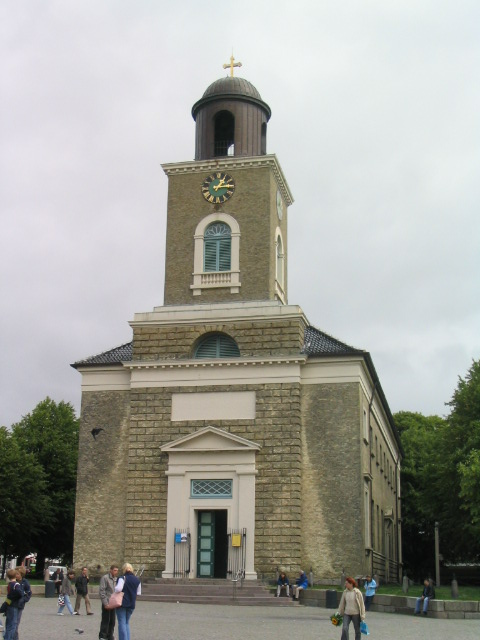
Església de Husum
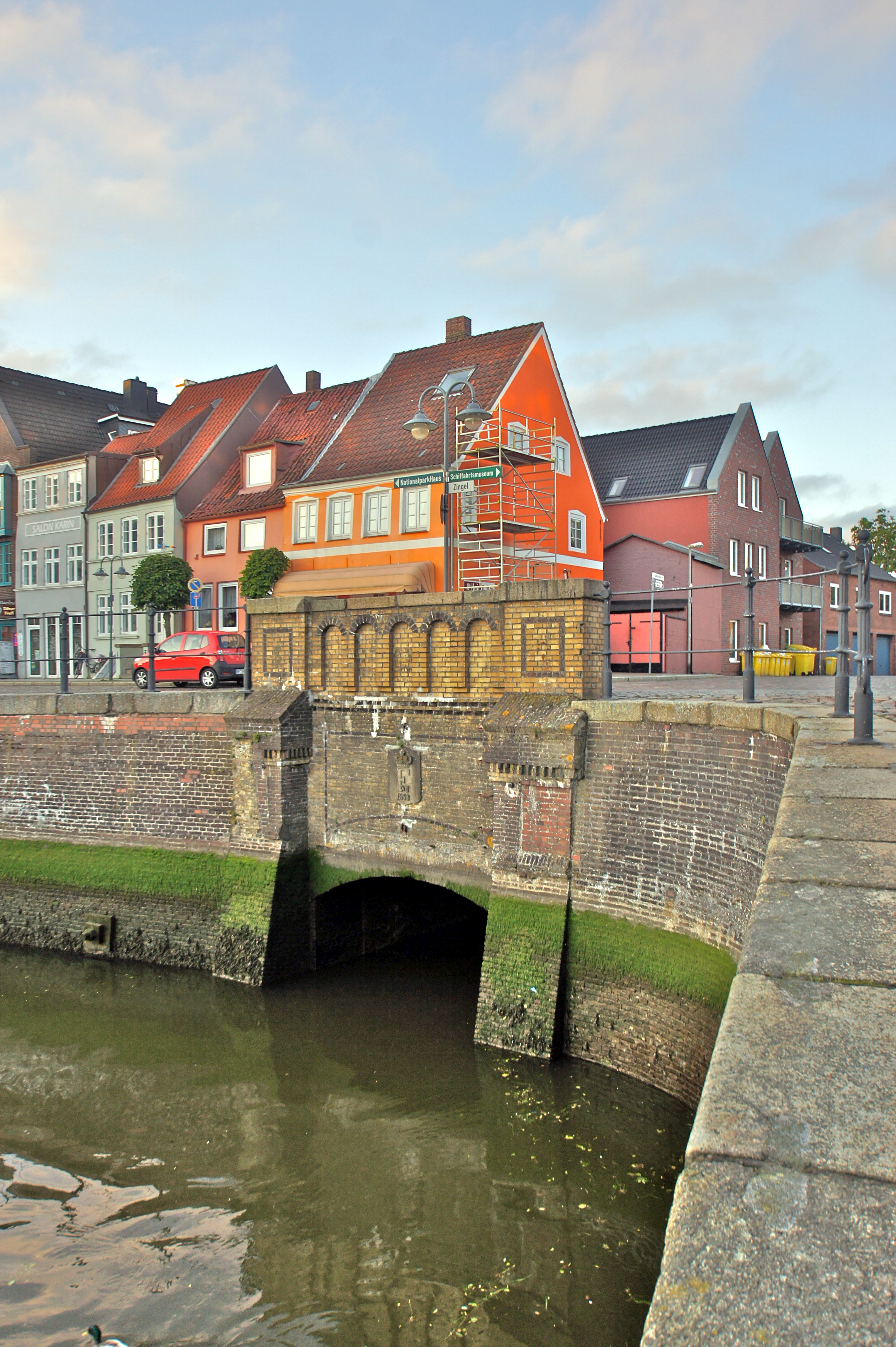
Resclosa de desguàs del Mühlenau al Husumer Au